# Glenn Hoddle
Glenn Hoddle (ur. 27 października 1957 w Hayes) – angielski piłkarz i trener piłkarski. W latach 1996–1998 był selekcjonerem reprezentacji Anglii, z którą dotarł do 1/8 finału Mundialu 1998. Od grudnia 2004 do czerwca 2006 był szkoleniowcem drugoligowego Wolverhampton Wanderers.
W obecnej chwili prowadzi szkółkę piłkarską w Hiszpanii o nazwie Glenn Hoddle Academy.

## Kariera piłkarska
Niemal przez całą sportową karierę związany był z Tottenhamem Hotspur. W latach 80. był podstawowym zawodnikiem (grał w pomocy) reprezentacji Anglii, z którą dwukrotnie startował w finałach mistrzostw świata i Europy.
W reprezentacji Anglii od 1979 do 1988 roku rozegrał 53 mecze i strzelił 3 gole – udział w Euro 1980 (runda grupowa), Mistrzostwach Świata 1982 (druga runda) i 1986 (ćwierćfinał) oraz w Euro 1988

## Sukcesy piłkarskie
- Puchar Anglii 1981 i 1982 oraz Puchar UEFA 1984 z Tottenhamem

## Kariera trenerska
Trenerską przygodę zaczynał w drugoligowym Swindon Town, który najpierw uratował przed spadkiem do trzeciej ligi, a w sezonie 1992/1993 wprowadził do Premier League.
Później przez trzy lata (dwa jako grający menedżer) prowadził Chelsea F.C. Mimo iż nie zdobył z nią żadnych trofeów, to dzięki udanym występom w europejskich (półfinał Pucharu Zdobywców Pucharów 1994/1995) oraz krajowych pucharach, 38-letni Hoddle zyskał miano jednego z najbardziej obiecujących trenerów na Wyspach.
W 1996 roku zastąpił Terry’ego Venablesa na stanowisku selekcjonera reprezentacji Anglii. Drużyna w eliminacjach do Mundialu 1998 grała bardzo dobrze i z grupy, w której wyprzedziła m.in. Włochy i Polskę, awansowała z pierwszego miejsca. Na mistrzostwach, na których objawił się talent Davida Beckhama i Michaela Owena, Anglicy przegrali w drugiej rundzie po rzutach karnych z Argentyną. Hoddle jako selekcjoner znany był z kilku kontrowersyjnych posunięć (m.in. odsunięcie od kadry Paula Gascoigne’a) oraz wypowiedzi (wielokrotnie twierdził, że przy ustalaniu składu korzysta z rad znajomej wróżki), a jedna z nich, dotycząca ludzi niepełnosprawnych, którzy według niego cierpieli za grzechy popełnione w pierwszym wcieleniu, była bezpośrednią przyczyną jego zdymisjonowania w lutym 1999 roku.
Szkoleniowiec stał się obiektem kpin i żartów mediów oraz kibiców i przez rok nie zdecydował się przyjąć żadnej oferty pracy. Dopiero w 2000 roku został zatrudniony w Southampton FC. Nie dotrwał w nim jednak do końca sezonu, po kilku ligowych porażkach odszedł na dziesięć kolejek przed zakończeniem rozgrywek.
Przez kolejne dwa lata prowadził Tottenham Hotspur. W sezonie 2001/2002 Spursi dotarli do finału Pucharu Ligi, ale w lidze zajęli dopiero dziewiąte miejsce, a w następnym – dziesiąte. Wyniki te nie spełniały oczekiwań szefów klubu, ponadto trener nie miał poparcia kibiców, którzy już na początku 2003 roku głośno domagali się jego dymisji. Hoddle został zwolniony po ośmiu pierwszych kolejkach sezonu 2003/2004. Od grudnia 2004 roku do czerwca 2006 pracował w drugoligowym Wolverhampton Wanderers.

## Sukcesy szkoleniowe
- awans do Premier League w sezonie 1992/1993 ze Swindon Town
- finał Pucharu Anglii 1994, półfinał Pucharu Zdobywców Pucharów 1995 oraz półfinał Pucharu Anglii 1996 z Chelsea
- finał Pucharu Ligi Angielskiej 2002 z Tottenhamem
- awans do Mundialu 1998 i start w tym turnieju (zakończony odpadnięciem w drugiej rundzie) z reprezentacją Anglii